# Rollboard
|                                                         | Dieser Artikel wurde im Portal Land- und Forstwirtschaft zur Verbesserung eingetragen. Hilf mit, ihn zu bearbeiten, und beteilige dich an der Diskussion! |
| Vorlage:Portalhinweis/Wartung/Land- und Forstwirtschaft | |

Ein Rollboard (Plural: Rollboarder, v. eng.: to roll „aufwickeln“ und board „Brett“; teilweise fälschlich bezeichnet als Rollbord) ist eine Variante der Beeteinfassung, die im Gartenbau häufig genutzt wird.

## Aufbau
Unter einem Rollboard versteht man halbrunde Hölzer, die mit meist verzinktem Draht verbunden sind. Als Holzart wird entweder imprägniertes Nadelholz oder Hartholz verwendet (Kiefer, Bangkirai etc.). Die Verbindung der Hölzer erfolgt mittels verzinktem Draht oder Edelstahldraht, welcher an die Pflöcke geheftet wird. Die Rollboarder werden im aufgerollten Zustand verkauft.

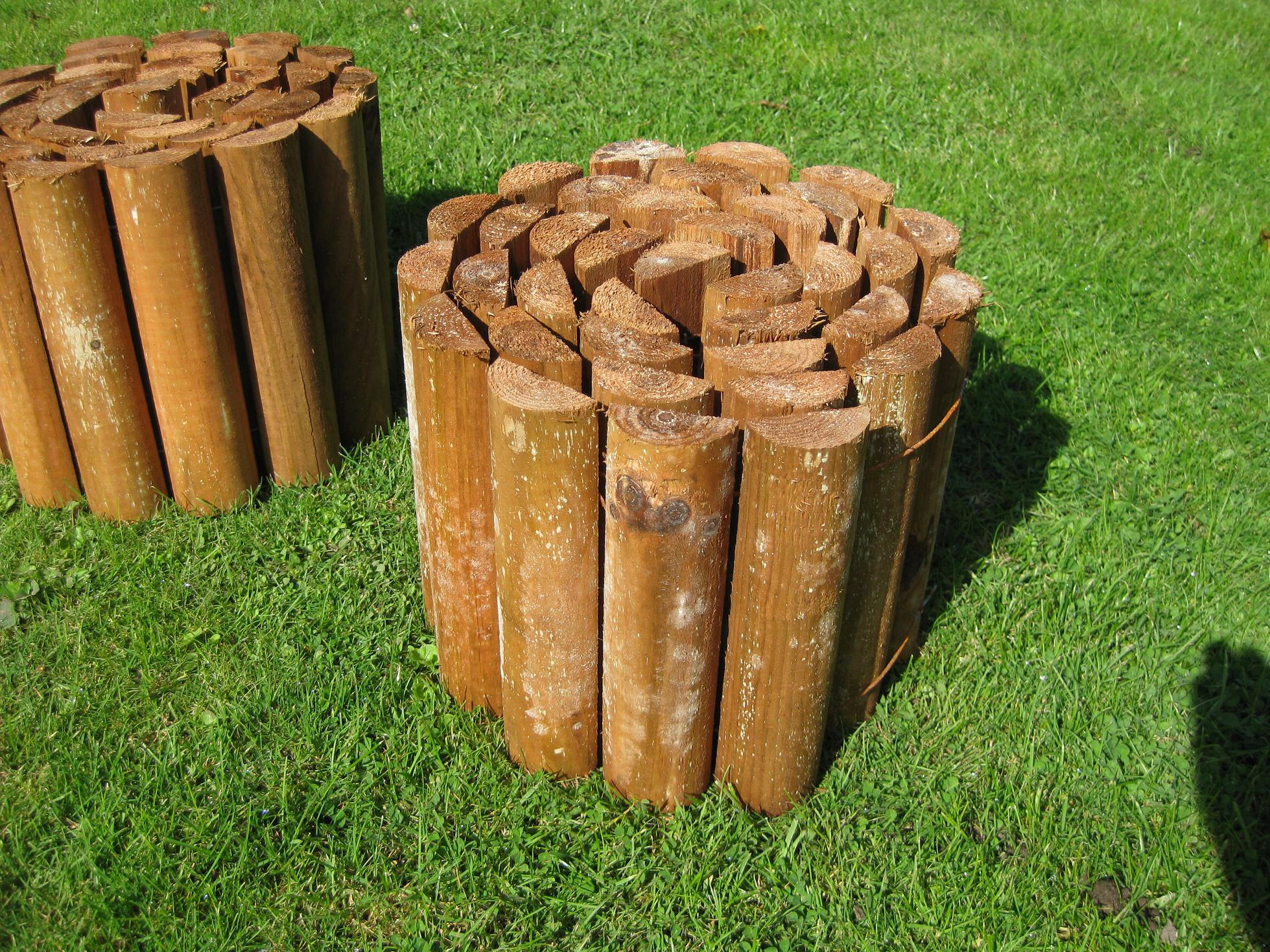
Aufgerolltes Rollboard
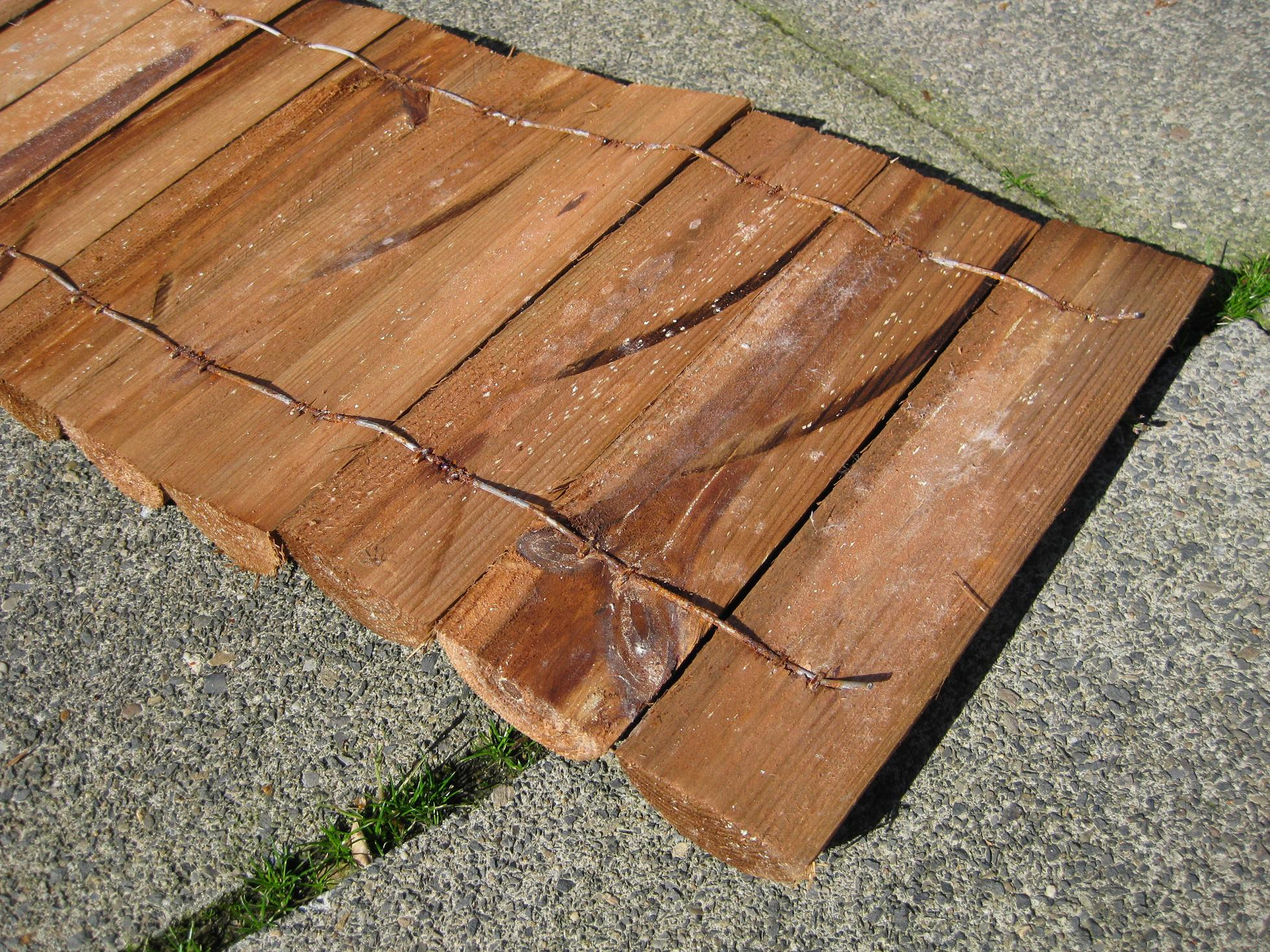
Befestigung der Hölzer
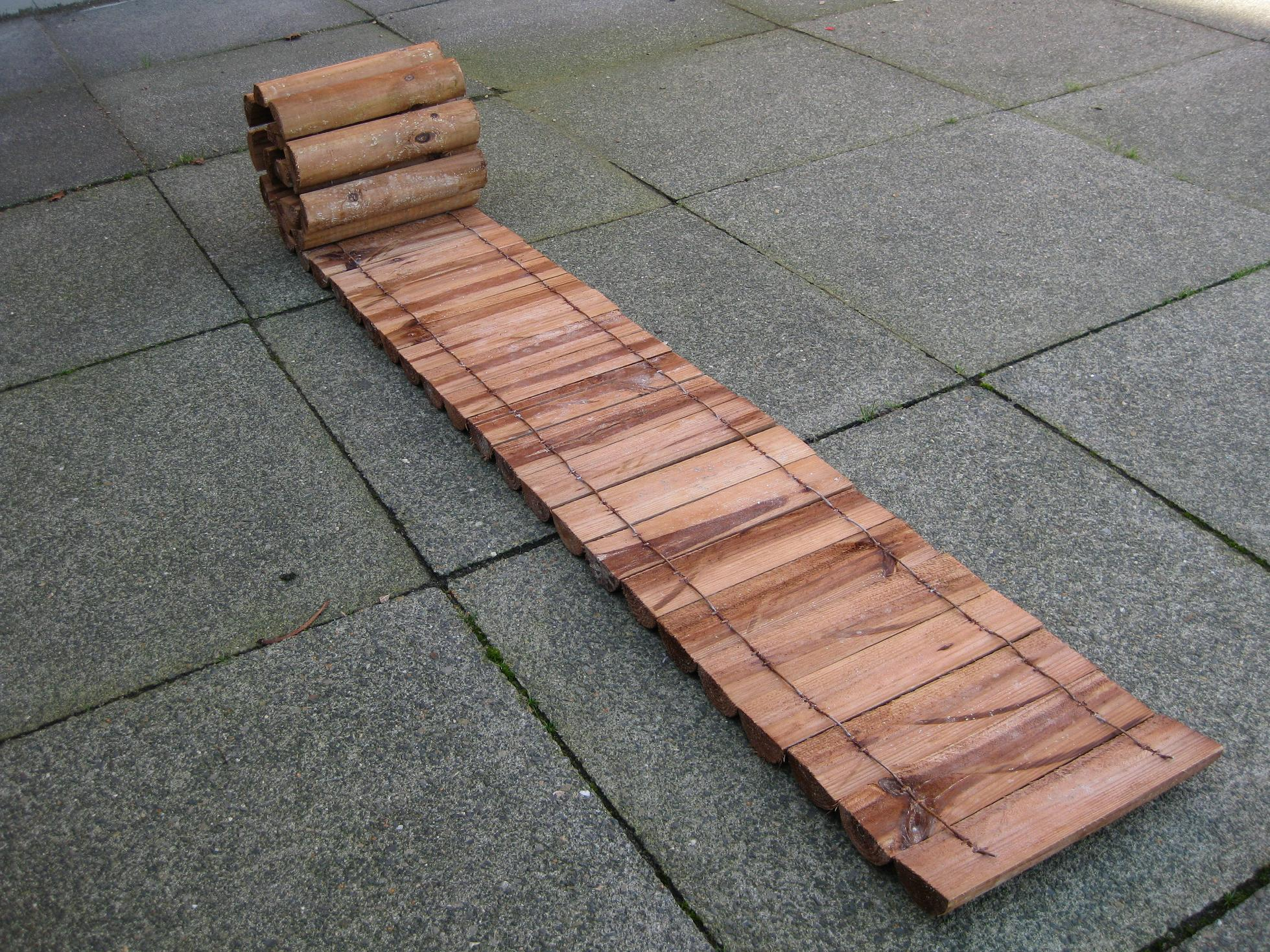
Rollboard teilweise abgerollt
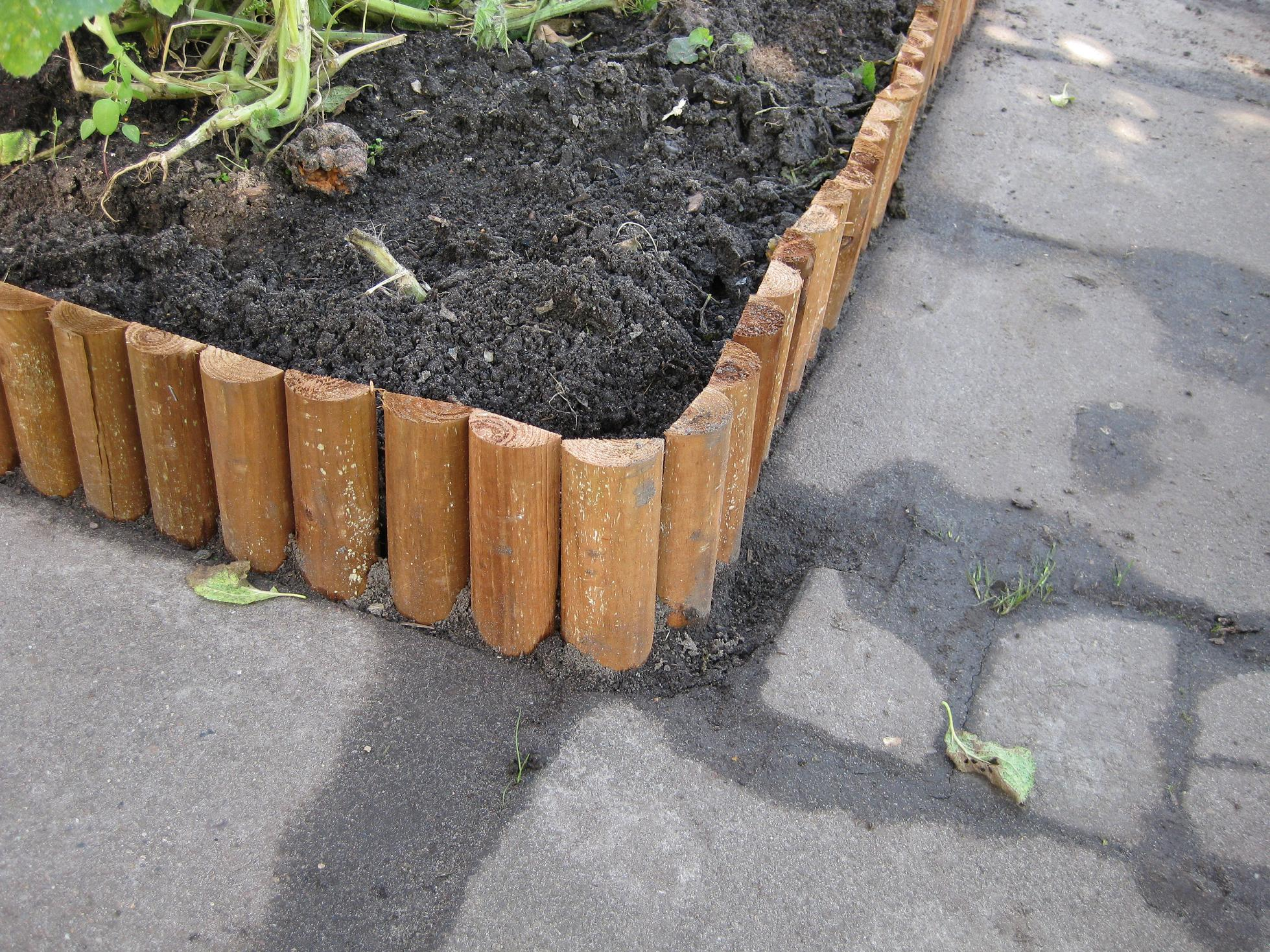
Rollboard als Beeteinfassung
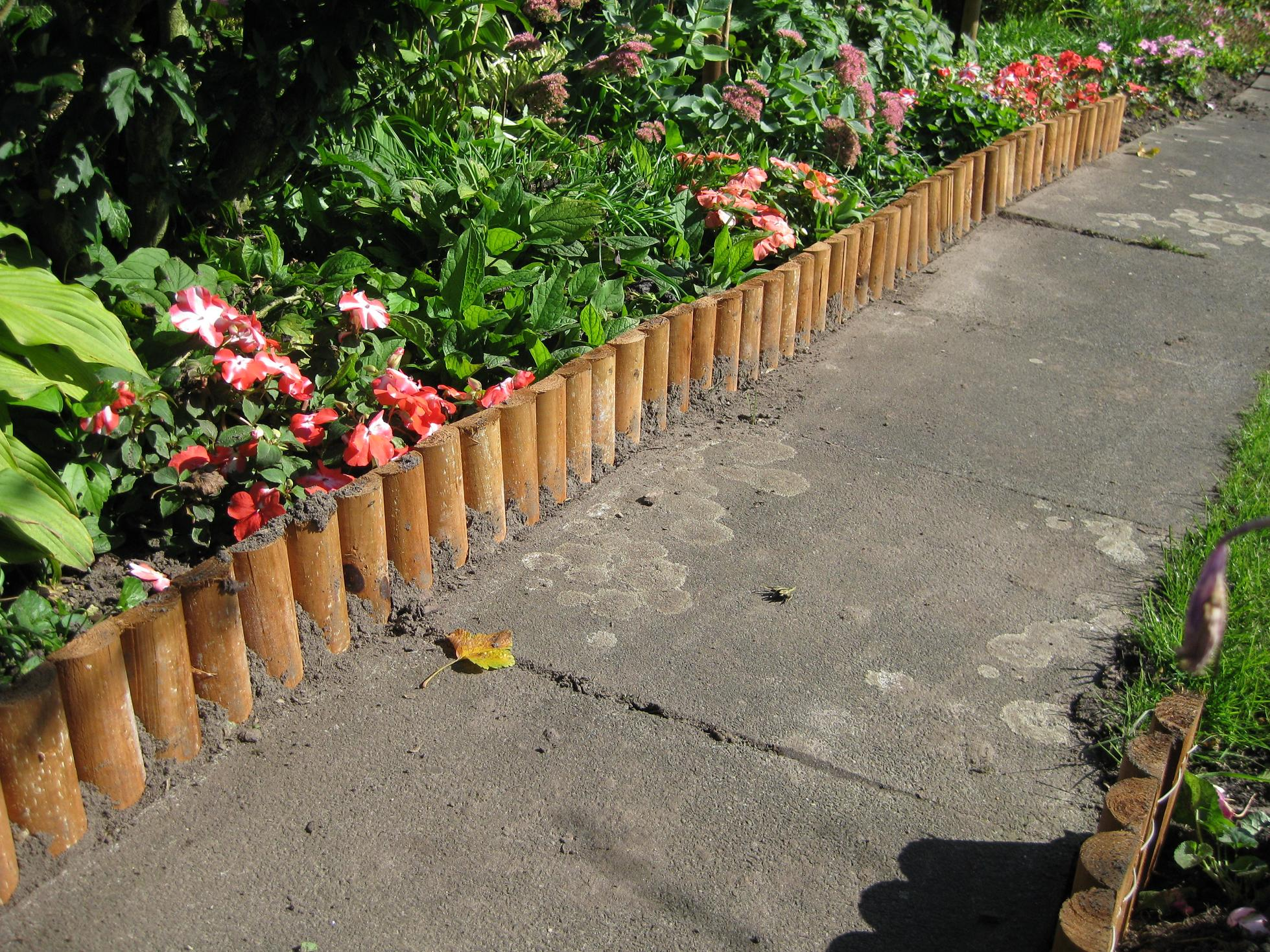
Rollboard als Beeteinfassung

## Handelsgrößen
Rollboarder gibt es in üblichen Höhen von ca. 15 cm bis über 60 cm. Die Länge im ausgerollten Zustand kann üblicherweise von 150 cm bis zu 250 cm betragen.

## Verwendung
Rollboarder werden zur Beeteinfassung im Boden eingelassen. Dies geschieht mittels Aushub einer Furche und anschließendem Verfüllen oder durch gleichmäßiges Einschlagen des Rollboards in das Erdreich. Bedingt durch die Verbindung der einzelnen Palisaden mittels Draht können auch Kurven gebildet werden. Die runde Seite der Hölzer wird allgemein nach außen gerichtet, während die flache Seite zum Beet zeigt. Die vorhandene Drahtverbindung sorgt zusätzlich für eine stabile Verbindung der eingelassenen Palisaden.